# 法雲院
法雲院（ほううんいん）は、京都市右京区太秦蜂岡町にある臨済宗永源寺派の寺院。山号は龍臥山。本尊は千手観音。
寛文元年（1661年）に烏丸資慶が近江国永源寺の如雪文巌の勧めで建立し、如雪の亡き師・一糸文守を勧請開山としたとされる。
伝承によれば、父の井伊直孝によって廃嫡された彦根藩世子井伊直滋が客死した後、家臣・沢村群兵衛が直滋を葬ることもできず、如雪に相談した。そこで、烏丸資慶の援助を借りて広隆寺の末寺の跡地に直滋を葬って小さな堂を建立したが、彦根藩に憚るところがあった。そこで、資慶が祖父である烏丸光広をここに改葬して、寺の名前も祖父の法名である「法雲院」と名付けた（『太秦村誌』）。後に父の烏丸光賢もここに改葬したという（『京羽二重織留』）。
以降、烏丸家および分家筋の裏松家・勘解由小路家の菩提寺となり、現在に伝わっている。

## 文化財
- 一糸文守 賛「烏丸光広肖像」寛永17年（1640）
- 烏丸光広「遺偈」寛永15年（1638）
- 如雪文巌 賛、木村徳応 画「一糸文守頂相」寛文5年（1665）
- 如雪文巌 自賛、木村徳応 画「如雪文巌頂相」寛文5年（1665）　他